# Ганнон (царь Газы)
Ганнон (Гануну; финик. Ḫa-a-nu-ú-nu; казнён в 720 до н. э.) — царь Газы в 730—720-х годах до н. э.

## Биография

### Исторические источники
Ганнон известен из клинописных надписей, изготовленных по повелению ассирийских царей Тиглатпаласара III и Саргона II. В них он назван царём Газы, признававшим над собой верховную власть правителей Ассирии. О том, когда Ганнон получил царский титул и кто был его предшественником на престоле, сведений в исторических источниках не сохранилось.

### Антиассирийское восстание (734—732 до н. э.)
Первые свидетельства о Ганноне относятся к 734 году до н. э., когда он примкнул к антиассирийской коалиции, возглавлявшейся царями Дамаска Ризоном II и Израиля Факеем. К мятежникам также присоединился царь Тира Хирам II. Однако царь Иудеи Озия не только не поддержал восстание, но сразу же поставил о нём в известность Тиглатпаласара III.
Узнав о мятеже, Тиглатпалассар III прибыл с войском в Сирию и осадил Дамаск. После этого антиассирийская коалиция распалась. Ганнон бежал в Египет, а Газа была захвачена ассирийцами. В «Анналах Тиглатпаласара III» сообщается, что по повелению ассирийского властителя все сокровища царя Газы (включая статуи местных богов) были увезены в Нимруд. В Газе была помещена стела с изображением Тиглатпаласара III, а сам город получил статус ассирийского эмпория. Однако уже вскоре Ганнон возвратился в свои владения, изъявил полную покорность победителю и был тем прощён. Другие участники мятежа были наказаны за непокорность значительно сильнее: Факей по наущению ассирийцев был убит во время бунта, а Ризон II казнён после взятия Дамаска. Тир тоже подвергся осаде, но, вероятно, так и не был взят, а его царь Хирам II добился прощения путём отказа от власти над Сидоном и выплаты повышенной дани.
По повелению Тиглатпаласара III Дамасское царство было уничтожено, а его территория включена в состав ассирийских провинций. К владениям ассирийского властителя была присоединена и почти вся северная часть Израильского царства. Многие жители новоприобретённых земель по приказу Тиглатпаласара III были переселены в отдалённые области Ассирии. Не желая повторить участи восставших, богатую дань золотом, серебром, верблюдами и благовониями Тиглатпаласару III принесли и многие не участвовавшие в мятеже владетели Сирии, Финикии и Аравии. Среди таких лиц в «Анналах Тиглатпаласара III» называются цари Моава и Аммона, арабские властители из Музы, Теймы и Сабы, а также другие правители.
При Тиглатпаласаре III Ганнон продолжил оставаться верным данником ассирийского монарха, и, по крайней мере, один раз (в 17-й год правления этого ассирийского монарха) выплатил тому дань.

### Антиассирийское восстание (720 до н. э.)
Вскоре после восшествия в 722 году до н. э. Саргона II на престол Ганнон сам начал создавать антиассирийскую коалицию. Его союзниками стали фараон Египта (Шабака или Бокхорис), неизвестный по имени царь Арвада, царь Хамата Илубиди (или Яубиди), а также жители Цумура, Арпада и Дамаска. Вероятно, мятежники поддерживали связь и с царём Иудеи Езекией. Однако начавшееся в 720 году до н. э. восстание не поддержали такие влиятельные в регионе лица как царь Тира и Сидона Элулай и правитель Библа.
Узнав о мятеже, Саргон II направил на его подавление войско. В битве около Каркара ассирийская армия одержала победу над основными силами мятежников. Царь Илубиди попал в плен и был казнён. В свою очередь, желая помочь восставшим, фараон направил в Сирию армию во главе с военачальником Сибе. Однако египтяне и войско Ганнона были разбиты ассирийцами в сражении вблизи Рафии.
В наказание за непокорность по повелению Саргона II был разрушен Дамаск, а Арвад, хотя и сохранил монархическую форму правления, лишился всех своих владений на материке. Часть областей, жители которых участвовали в мятеже, была присоединена к Ассирии. Сам Ганнон после сражения при Рафии был схвачен и отведён в Ниневию, где с него живого содрали кожу. По повелению Саргона II в Ассирию были переселены 9000 жителей Газы.
Сохранился ассирийский рельеф с изображением закованного в цепи царя Ганнона. Здесь же изображена и Газа, которая представлена хорошо укреплённым городом, обнесённым двумя рядами стен с башнями. Ещё на одном рельефе, находившемся во дворце Саргона II в Ниневии, была высечена сцена казни Ганнона.
Точно не известно, кто был преемником Ганнона на престоле Газы. Возможно, им был Сил-Бел, правление которого датируется самым концом VIII века до н. э.